# Metalartiest

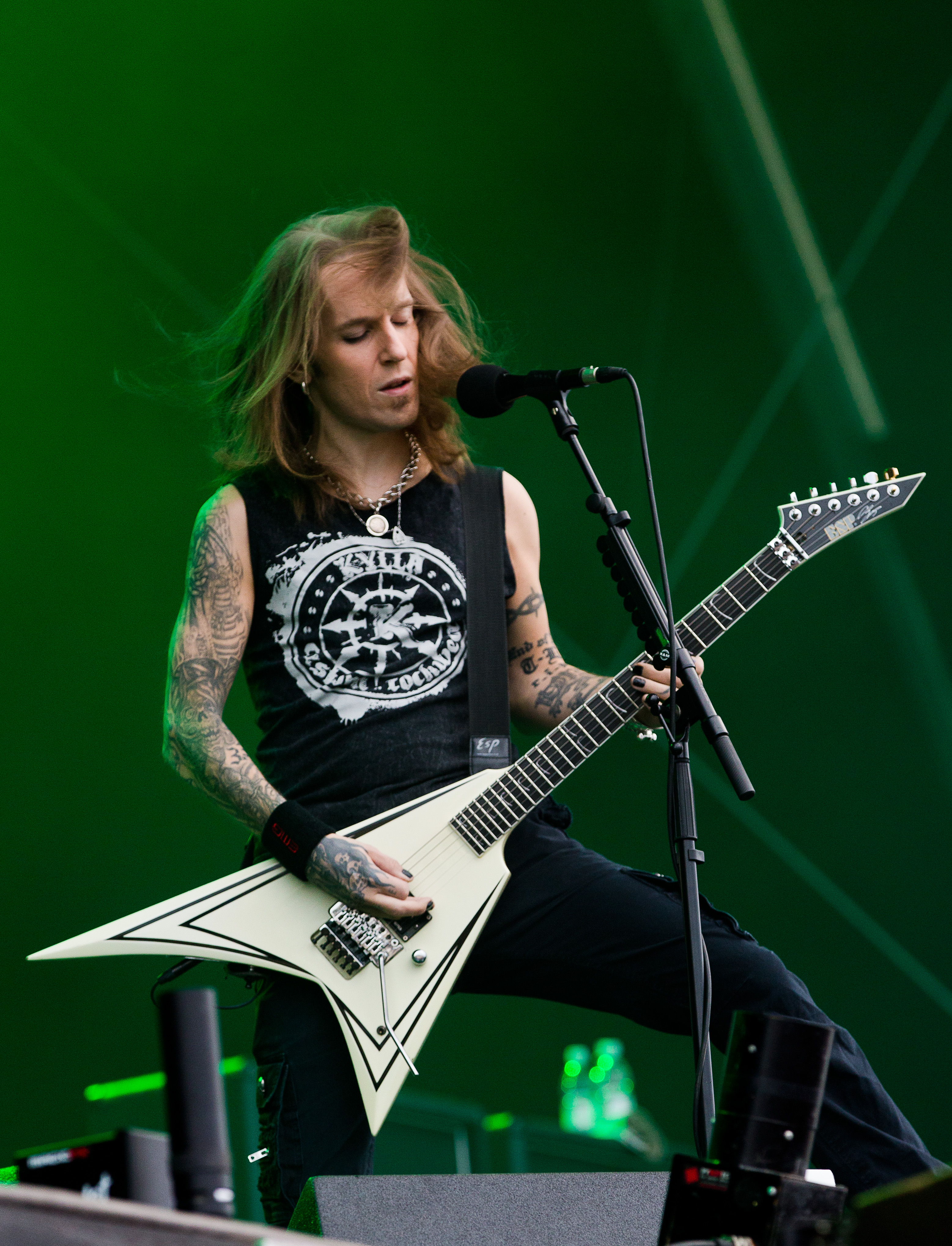
Alexi Laiho, een Fins metalartiest (met name bekend als vocalist en gitarist van de Finse metalband Children of Bodom)

Een metalartiest is een artiest die werkzaam is in de metalmuziek. Over het algemeen bedoelt men met dit begrip een vocalist, gitarist, toetsenist, bassist of drummer, die met hun muziekinstrument en/of stem in het openbaar metalmuziek maakt.
In sommige metalgenres zijn dikwijls ook metalartiesten actief die metalmuziek maken met andere muziekinstrumenten dan dat gebruikelijk is bij de klassieke bezetting van de meeste metalbands. Een voorbeeld hiervan is folkmetal, waarin vaak violisten, fluitisten of andere bespelers van traditionele instrumenten bij de band horen.

## Trivia
- De eerste beroepsopleiding tot metalartiest ter wereld, de Metal Factory, zit gevestigd in de Nederlandse stad Eindhoven.
- De term 'metalartiest' wordt weleens verward met de term 'metaalartiest' ofwel metaalkunstenaar. De twee laatstgenoemde termen hebben betrekking op metaalbewerking; ze hebben dus niets te maken met metalmuziek.